# Ilhas Virgens Britânicas nos Jogos Pan-Americanos de 2007
As Ilhas Virgens Britânicas competiram nos Jogos Pan-Americanos de 2007 no Rio de Janeiro, no Brasil.